# Mer
Mer és un municipi francès, situat al departament de Loir i Cher i a la regió del Centre - Vall del Loira.